# Emilio Pucci

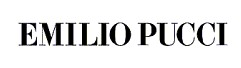
Logo de Pucci.

Emilio Pucci, marqués de Basento (Nápoles, 20 de noviembre de 1914-Florencia, 28 de noviembre de 1992) fue un diseñador de moda y político. Su marca es símbolo de estampados geométricos y caleidoscopio de colores.

## Biografía

### Juventud y educación
Pertenecía a una familia de nobles florentinos, creció y trabajó en el palacio Pucci. Era muy deportista y a la edad de 17 años participó en los Juegos Olímpicos de Lake Placid 1932, dentro del equipo italiano, pero no compitió. 
Después de dos años en la Universidad de Milán, se fue a estudiar a la Universidad de Georgia (Estados Unidos), en la ciudad de Athens, donde fue miembro de la sociedad demosteriana de literatura. En 1935 ganó un diploma de esquí en la Universidad de Oregón; en 1937 recibió un MA en ciencia social en Reed College, recibió su doctorado (laurea) en ciencias políticas por la Universidad de Florencia ese mismo año. En Reed fue fiel defensor de la política fascista en Italia.

### Segunda Guerra Mundial
En 1938, se unió a la Fuerza Aérea Italiana, sirvió como piloto de avión torpedero en el SM.79, ascendiendo al grado de capitán y condecorado por su valor, en el momento en que lo dejó para dedicarse a la moda. Durante la guerra se convirtió en confidente de la hija mayor de Benito Mussolini, Edda. Pucci jugó un papel clave en el plan para salvar a su marido, el exministro de Relaciones Exteriores de Mussolini, el conde Galeazzo Ciano, que estaba siendo juzgado por su participación en la eliminación de Mussolini del poder en 1943. El plan incluía la entrega de algunos de los papeles de Ciano —que eran muy críticos con Mussolini— a la Gestapo para que pudieran ser intercambiados por la vida de Ciano. Después de que Hitler vetó el plan, Pucci condujo a Edda de la frontera suiza el 9 de enero de 1944 y aseguró su escape. Antes de escapar, Edda escribió últimos ruegos a Hitler, Mussolini y al general Wilhelm Harster, comandante de la Sicherheitsdienst en Italia, enviando estas cartas a un intermediario. Pucci luego intentó huir a Suiza, pero fue detenido por los alemanes. Fue torturado por la Gestapo a fin de extraer de él información sobre la ubicación de la parte de los papeles de Ciano que permaneció en Italia. A continuación, los alemanes enviaron a Pucci a Suiza para decirle a Edda que la matarían si ella publicaba cualquier parte de los diarios. Pucci entregó el mensaje a Edda y permaneció en Suiza hasta el final de la guerra.

### Profesional de la moda
La primera ropa diseñada por Pucci fue para el equipo de esquí del Reed College. Sin embargo, sus diseños fueron de mayor atención en 1947, cuando estaba de permiso en Zermatt (Suiza). Un traje de esquí que él había diseñado para una amiga fue fotografiado por Toni Frissell, una fotógrafa que trabajaba para el editor de Harper's Bazaar. Frissell pidió a Pucci que diseñara ropa de esquí para un evento que se desarrolló en la edición de invierno 1948 del Bazaar. Aunque hubo algunos experimentos con tejidos elásticos en Europa antes de la guerra, los diseños elegantes de Pucci causaron sensación, y recibió varias ofertas de fabricantes estadounidenses para su producción. En su lugar, dejó la Fuerza Aérea y estableció una casa de alta costura en el moderno complejo de Canzone del Mare, en la isla de Capri.
Inicialmente utilizó su conocimiento de tejidos elásticos para producir una línea de trajes de baño en 1949, pero pronto lo trasladó a otros artículos como pañuelos de seda de colores brillantes y estampados audaces. Stanley Marcus de Neiman Marcus le animó a utilizar los diseños en blusas y luego una popular línea de vestidos de seda impresos sin arrugas.
Pucci añadió una boutique en Roma como negocio próspero, ayudado por Capri como destino de la jet internacional. A principios de la década de 1950, Pucci estaba logrando reconocimiento internacional, recibiendo el premio Neiman-Marcus en Dallas y el premio Burdine's Sunshine en Miami. En la década de 1960, Pucci fue empujado hacia un mayor estatus cuando Marilyn Monroe se convirtió en icono con su vestido blanco, que era movido por el aire del metro. Ella fue fotografiada por George Barris en varios de sus artículos en lo que sería una de sus fotografías finales. Fue enterrada con uno de sus vestidos. Como avanzaba la década sus diseños fueron usados por todo el mundo desde Sophia Loren a Jackie Kennedy o iconos pop como Madonna a principios de 1990.
En 1959, Pucci decidió crear una línea de lencería. Su taller en Roma le aconsejó para desarrollar la línea exterior, evitando las dificultades de una década antes en la adecuación de las telas disponibles a los patrones de su primera línea de trajes de baño. Como resultado, Pucci fue a Chicago dando el contrato de lencería a las fábricas FormFit-Rogers. La empresa demostró ser exitosa y Pucci se hizo vicepresidente a cargo del diseño y la comercialización de la empresa un año después. También en 1959, Pucci introdujo a la baronesa Cristina Nannini, una baronesa romana, en su boutique en Capri. Pucci más tarde se casaría con ella, afirmando: «Me casé con un Botticelli».

### Diseños para Brannif International y la NASA
En 1965, la agencia de publicidad de Nueva York, Jack Tinker and Associates fue contratada por las líneas aéreas estadounidenses, Braniff International, para actualizar su imagen. La publicista de la agencia, Mary Wells contrató a Alexander Girard para remodelar las terminales, y a Pucci para diseñar la nueva ropa para las azafatas. Como los anuncios decían, era «el fin del aeroplano plano».
Pucci acabaría diseñando seis colecciones completas de uniformes para azafatas Braniff, pilotos y personal de tierra entre 1965 y 1974. Un impacto de marca fue que para 1968 Barbie tenía versiones de todos sus primeros cuatro uniformes. Estas creaciones vanguardistas eran diseñadas como componentes individuales que se añaden o eliminan como el tiempo dictaba. Los uniformes incluyen cuellos de tortuga, camisetas, chaquetas y culottes. Entre las innovaciones más inusuales estaba un «casco burbuja». Una capucha de plástico transparente usada por los asistentes de vuelo entre la terminal y la aeronave para proteger sus peinados de la lluvia y la explosión de los motores a reacción. Había dos diseños del «casco burbuja» que fue apodado RainDome por Braniff y Bola, con casco espacial de Emilio Pucci. La primera edición, llamada Bola, era una versión con cremallera que corría por el centro del casco y el segundo fue en lugar de la cremallera casco espacial. Pucci incorpora el logotipo de «BI» de Girard en algunos de sus grabados. 
La influencia de Pucci se extendió a la Luna. Sugirió el motivo de tres aves para el diseño del remiendo de la misión Apolo 15, aunque la tripulación volvió a ponerse azules y verdes con un rojo más patriótico, blanco y azul.

### Carrera política
Además de su trabajo en la moda, Pucci impugnó el distrito de Florencia-Pistoia para el Partido Liberal Italiano en la elección italiana de abril de 1963. Llegó segundo en su pizarra con 2780 votos detrás Vittorio Fossombroni, pero el partido solo ganó un escaño. Sin embargo, él tuvo éxito en Fossombroni en la Cámara de Diputados de Italia en agosto de ese año; conservó su escaño en las elecciones de 1968, pero perdió en las elecciones de 1972 a pesar de ser superior candidato PLI del distrito con 4231 votos.

## Pucci, la marca
Tras la muerte de Emilio en 1992 su hija, Laudomia Pucci, siguió diseñando bajo el nombre de Pucci. El imperio de productos de lujo francés Louis Vuitton-Moet-Hennessy Grup adquirió el 67% de Pucci en el año 2000. Laudomia se convirtió en Director de la imagen, mientras que LVMH trajo grandes diseñadores como Christian Lacroix (director creativo 2002-2005); en octubre de 2005, Matthew Williamson y Peter Dundas desde 2009. Otros diseñadores que han trabajado para la etiqueta incluyen Stephan Janson y Julio Espada.
Emilio Pucci ropa y accesorios se venden a través de Emilio Pucci y Rossignol boutiques en todo el mundo y en los grandes almacenes de gama alta diseñado por Lena Pessoa. En su mayoría cuentan con originales diseños de colores brillantes, a menudo grabados o nuevos del diseñador en su estilo original. La casa de moda produce ropa y complementos para la mujer, además de una pequeña gama de accesorios para hombres. En el pasado, la casa ha producido una gama más amplia de ropa de hombre, incluyendo una línea en asociación con Ermenegildo Zegna, que incluye chaquetas, y para los grandes almacenes estadounidense Saks Fifth Avenue.
Una edición limitada de Pucci estuche para el sistema de juegos portátil PlayStation Portable fue comercializado por Sony como un accesorio de gama alta en su línea Signature PlayStation. 
Las boutiques Pucci en los EE. UU., todas diseñadas por Lena Pessoa brasileño, se encuentran en la ciudad de Nueva York, Las Vegas, Bal Harbour, Palm Beach, Beverly Hills, Boston, South Coast Plaza, East Hampton, y próximamente Dallas. La más nueva de las tiendas de reciente apertura en 855 Monroe Ave. en la ciudad de Nueva York. Clientes famosos incluyen la princesa Mette-Marit de Noruega, la cantante Kylie Minogue y presentadora Alexa Chung. Emilio Pucci también diseñó el vestuario de Radioactive Tour Rita Ora. 
A partir de marzo de 2014, Alessandra Carra ya no es el CEO de Pucci.